# Вершина Друга

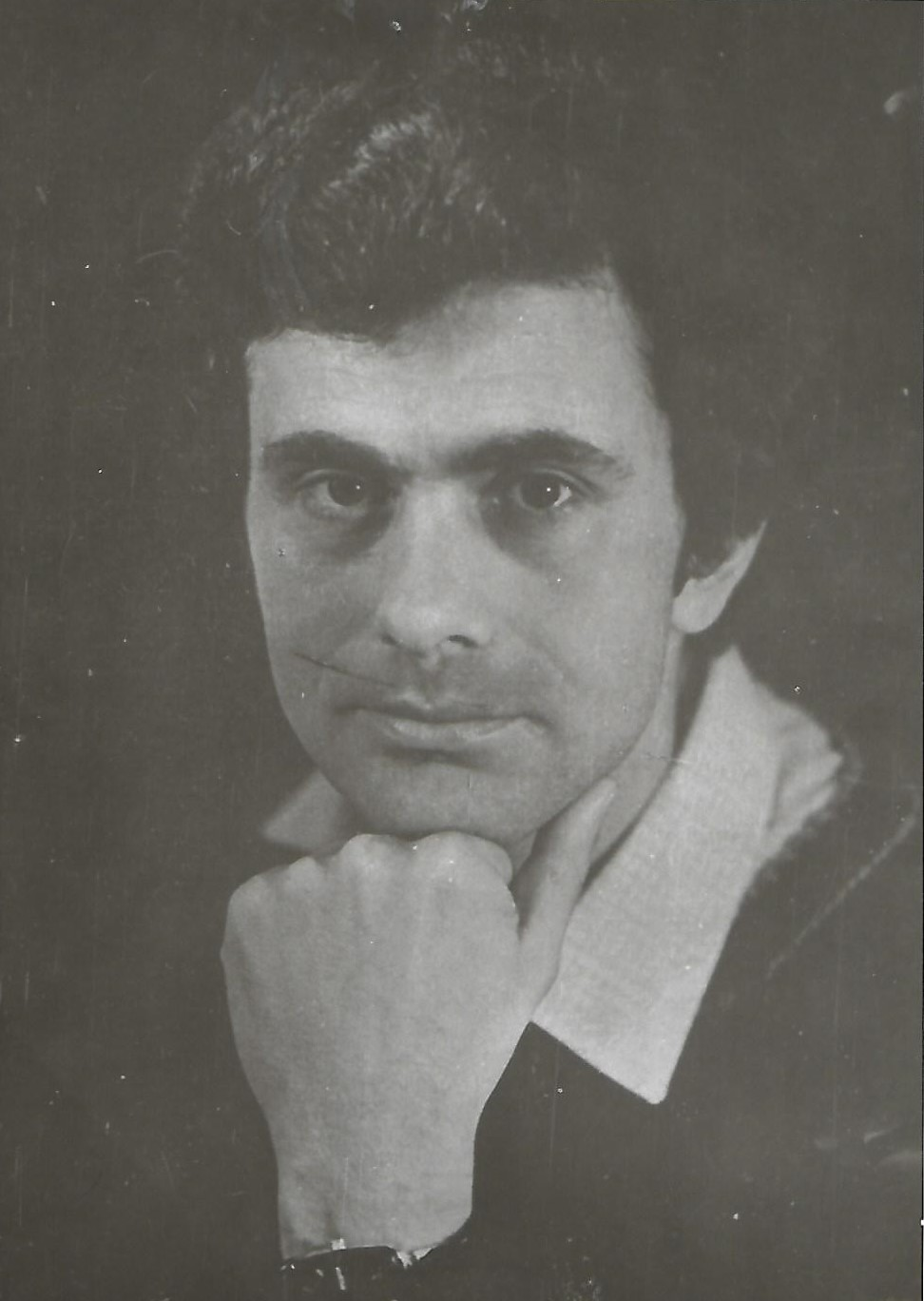
Григорiй Бабич, портрет у Харкiвському театрi музичної комедiї

Верши́на Друга — село в Україні, у Смирновській сільській громаді Пологівського району Запорізької області. Населення становить 681 осіб.
Відомі особистості: 
Бабич, Григорій Володимирович (14.01.1951 - 24.07.2000) - оперний співак, соліст Харківського оперного театру та Харківського театру музичної комедії. Тенор. Провідні партії: Альфред ("Травіата" Дж. Верді), Ленський ("Євгеній Онегін" П. Чайковського), Андрій ("Запорожець за Дунаєм" С. Гулака-Артемовського), Ісус ("Ісус Христос - суперзірка" Е. Ллойд Веббера), Раджамі ("Баядера" І. Кальмана), Сандор Барінкай ("Циганський барон" І. Штрауса-сина) та багато інших. 

## Географія
Село Вершина Друга знаходиться на правому березі річки Берда, біля її витоків, нижче за течією примикає село Смирнове, на протилежному березі — село Олексіївка. По селу протікає пересихаючий струмок з загатою.

## Історія
- 12 червня 2020 року, відповідно до розпорядження Кабінету Міністрів України № 713-р «Про визначення адміністративних центрів та затвердження територій територіальних громад Запорізької області», увійшло до складу Смирновської сільської громади.[1]
- 17 липня 2020 року, в результаті адміністративно-територіальної реформи та ліквідації Більмацького району, село увійшло до складу Пологівського району.[2]